# 所罗门河
所罗门河（英語：Solomon River），也被称为所罗门汊（英語：Solomon Fork），是北美大平原中部的一条长约184英里（296）的河流。河流位于美国的堪薩斯州，是斯莫基希尔河的支流。

## 流向及流域
所羅門河由所羅門河北汊及所羅門河南汊合流而成。這兩條分汊均發源於堪薩斯州西北部的高地平原，並在米切爾縣西北部的沃孔達湖匯合。離開沃孔達湖後，河水會往東南方流動，先後流經貝洛伊特、明尼阿波利斯及煙山地區，並在途中與多條溪流合流。所羅門河最終在迪金森縣所羅門的南部與斯莫基希爾河匯合。
所羅門河的流域面積為6,835平方英里（17,700平方），同時它亦屬於密西西比河流域的一部分。

## 命名
河流被當時沿河居住的美洲原住民稱為維斯卡帕拉河（Wiskapalla River），意為「鹹水」（Salt water）。另有部份原住民稱河流為「Nepaholla」，意為「山上的水」，指的是位於河谷中的沃孔達溫泉。1744年，法國探險家以著名的法屬路易斯安那官員埃德梅·加蒂安·德薩蒙（Edme Gatien de Salmon）來把河流命名為薩蒙河（Salmon River），但後來因錯誤的口耳相傳而變為現時的稱謂。另外，河流亦有「Mahkineohe」、蘇西斯河（Rivière de Soucis）、所羅門溪及所羅門汊等稱呼。

## 歷史
早在美國殖民之前，所羅門河山谷是大平原印第安人的熱門狩獵地點，而波尼族、夏延族及堪薩人則沿河設立營地。1712年，法國探險家艾蒂安·文雅德·布爾格蒙特探索了該地區，並聲稱該地屬於法國。1744年，一群法國探險家回到所羅門河山谷進行勘測，並為河流命名。1803年，美國向法國購買法屬路易斯安那，自此所羅門河山谷便成為了美國領土的一部分。1806年，美國探險家紀伯倫·派克帶領探險隊穿越所羅門河山谷，並在所羅門河北汊紮營。1850年代，美國拓荒者開始移居至所羅門河山谷，並開始逐步建立城鎮。1861年，該區域成為堪薩斯州的一部分。
1944年，作為密蘇里河流域綜合發展計劃的一部分，格倫埃爾德水壩的興建方案在呈交至美國國會的參議院191號文件內被提及，用以滿足斯莫基希爾河流域的防洪和灌溉需求。1951年7月中旬，連場大雨導致堪薩斯河、密蘇里河及其他周邊地區的水位大幅上升，最終洪水摧毀了堪薩斯州東部。為了防止災難重演，美國墾務局及美國陸軍工兵部隊提出多項防洪方案，其中包括在所羅門河流經的格倫埃爾德附近興建水壩。1969年，美國墾務局及美國陸軍工兵部隊完成格倫埃爾德水壩（Glen Elder Dam）及其水庫沃孔達湖的建設。

## 生態
一份2002年的研究確定所羅門河的流量會影響魚類的數量，指流量較低的河段（如位於柯溫水庫及韋伯斯特水庫上游的河段）其魚類數目較少。同時，研究指出現時所羅門河流域內約有32%的本地物種消失，而在目前的魚類種群中約51%是由外來物種組成。另外，有科研人員亦在流域內收集了河水、沉積物、大型無脊椎動物和魚類樣本，並進行硒濃度分析，發現所有樣本的硒含量均超過懷疑會造成魚類繁殖障礙的水平。